# Неумывакин, Александр Яковлевич
|}
| Орден Почёта — 2010 | Орден Дружбы — 2016 | Орден Дружбы народов |  |

| Юбилейная медаль «За доблестный труд (За воинскую доблесть). В ознаменование 100-летия со дня рождения Владимира Ильича Ленина» |  | Медаль «Ветеран труда» |  |

| Орден Святого благоверного князя Даниила Московского III степени | Орден святого преподобного Серафима Саровского III степени | Почётная грамота Правительства Российской Федерации (1996) |

```
|сайт                 =
|викисклад            =
```

}}
Александр Яковлевич Неумывакин (1 мая 1940, Лиски, Лискинский район, Воронежская область, РСФСР, СССР — 9 декабря 2021, Москва) — советский и российский общественный деятель. Президент общероссийской общественной организации инвалидов «Всероссийское ордена Трудового Красного Знамени общество слепых» с 1986 года. Член Высшего совета партии «Единая Россия».

## Биография
Родился 1 мая 1940 года в селе Лиски Лискинского района Воронежской области в рабочей семье. После окончания средней школы с 1958 по 1959 год учился в воронежском техучилище. С 1959 по 1961 год трудился по специальности на шинном заводе.
В 1961 году призван на службу в Вооружённые Силы СССР. В декабре 1962 года поступил, а в 1963-м закончил Ульяновское гвардейское высшее танковое командное училище им. В. И. Ленина. Там же, в училище, в должностях комвзвода и комроты курсантов проходил дальнейшую службу вплоть до 1971 года.
С 1971 по 1974 год — начальник штаба в/ч 74050 Приволжского военного округа Ульяновска
Во время прохождения службы в 1974 получил 1 группу инвалидности по зрению и был комиссован из армии в звании капитана.
С апреля 1974 по апрель 1975 находился на пенсии. В это время вступил в ряды Всероссийского общества слепых.
В апреле 1975 был избран председателем Ульяновской городской первичной организации ВОС, на V пленуме Ульяновской областной организации ВОС избран членом президиума, председателем Ульяновского областного правления ВОС.
В 1981 председатель Центральной ревизионной комиссии ВОС. С 1982 по 1984 — член пленума Ульяновского обкома профсоюза рабочих местной промышленности и ЖКХ.
С 1981 года по 1986 год учится по специальности правоведение в Московский Всесоюзный юридический заочный институт.
В год его окончания, 2 сентября, возглавил Всероссийское общество слепых.
С 1986 года Неумывакин — вице-президент Европейского союза слепых, член Исполкома Всемирного союза слепых, член Международного конгресса военноослепших и куратор Комитета по социальным правам Европейского союза слепых.
С 1989 по 1991 годы — народный депутат СССР, член Верховного Совета СССР, председатель подкомитета по делам инвалидов. Один из разработчиков законов:
- «Об основных началах социальной защищенности инвалидов в СССР».
- «О государственных пенсиях» (РСФСР)
- «Об общественных объединениях» (РСФСР) и др.

С 1996 года — член-корреспондент Международной Академии информатизации.
С 1996 по 1998 годы Александр Яковлевич является президентом Паралимпийского комитета России, где приложил немало усилий, чтобы достойно представить РФ на паралимпийских играх 1998 года, где российские спортсмены 31 раз поднимались на пьедестал почёта.
Скончался 9 декабря 2021 года на 82 году жизни.

## Общественная деятельность
Член Комиссии при Президенте Российской Федерации по делам инвалидов; член Совета по делам инвалидов при Председателе Совета Федерации ФС РФ; член Высшего совета партии «Единая Россия», член Попечительского Совета Благотворительного фонда «Фонд поддержки слепоглухих», член Консультативного совета по делам инвалидов при Комитете ГД по труду и социальной политике; председатель Совета общероссийских общественных организаций инвалидов (ВОГ,ВОИ, ВОС, инвалидов войны в Афганистане, Союз «Чернобыль» России); член Исполкома Всемирного союза слепых, первый вице-президент Европейского союза слепых, куратор Комитета по социальным правам Европейского союза слепых; член Международного конгресса военноослепших.

## Награды
- Орден «За заслуги перед Отечеством» II степени (20 февраля 2006) — за выдающиеся заслуги в области социальной реабилитации инвалидов по зрению и многолетнюю общественную деятельность[5]
- Орден «За заслуги перед Отечеством» III степени (29 апреля 2000) — за заслуги перед государством в области социальной реабилитации инвалидов по зрению и многолетнюю общественную деятельность[6]
- Орден «За заслуги перед Отечеством» IV степени (25 апреля 1995) — за заслуги в области социальной реабилитации инвалидов по зрению, мужество, проявленное в борьбе с тяжелым недугом, и многолетний добросовестный труд[7]
- Орден Почёта (16 июня 2010) — за большой вклад в развитие здравоохранения, медицинской науки и многолетнюю добросовестную работу[8]
- Орден Дружбы (4 июля 2016) — за достигнутые трудовые успехи, активную общественную деятельность и многолетнюю добросовестную работу[9]
- Орден Дружбы народов (19 ноября 1993) — за большой вклад в развитие Международного движения инвалидов и заслуги в области социальной реабилитации слепых[10]
- Орден святого благоверного князя Даниила Московского III степени (РПЦ)
- Орден святого преподобного Серафима Саровского III степени
- Медаль Министерства социального обеспечения Болгарии
- Заслуженный работник социального обеспечения РСФСР (1990)
- Медаль «Ветеран труда»
- Медаль «В память 850-летия Москвы» (1997)
- Медаль «В ознаменование 100-летия со дня рождения Владимира Ильича Ленина» (1970)
- Юбилейная медаль «50 лет Вооружённых Сил СССР» (1967)
- Почётная грамота Правительства Российской Федерации (28 ноября 1996) — за большой личный вклад в решение задач социальной интеграции инвалидов в общество[11]
- Благодарность Президента Российской Федерации (6 апреля 2002) — за успешную подготовку спортсменов и высокие спортивные достижения на XI Параолимпийских играх 2000 года в Сиднее[12]
- Имеет также пять юбилейных медалей и памятную золотую медаль военнослужащих ослепших при исполнении воинского долга